# Dąbrówka Brzezińska
Dąbrówka Brzezińska [pronunciación en polaco: /dɔmˈbrufka bʐɛˈʑiɲska/] (en casubio: Dãbrowka: en alemán: Damerow) es un pueblo en el distrito administrativo de Gmina Łęczyce, dentro del Condado de Wejherowo, Voivodato de Pomerania, en Polonia del norte. Se encuentra aproximadamente a 5 kilómetros al noreste de Łęczyce, a 24 kilómetros al oeste de Wejherowo, y a 56 kilómetros al noroeste de la capital regional Gdańsk.
Para detalles de la historia de la región, véase Historia de Pomerania.
El pueblo tiene una población de 50 habitantes.